# Josef Černý (wielrenner)
Josef Černý (Praag, 11 mei 1993) is een Tsjechisch wielrenner die anno 2022 rijdt voor Quick Step-Alpha Vinyl.

## Carrière
In 2013 droeg hij één etappe de leiderstrui in de Ronde van Trentino. In het klassement eindigde hij op de 83e plek, ruim 54 minuten achter winnaar Vincenzo Nibali. In 2018 werd hij op zowel de wegrit als de tijdrit nationaal kampioen bij de elite. In 2020 en 2021 wist hij eveneens nationaal kampioen tijdrijden te worden.

## Overwinningen
2012
Bergklassement Carpathia Couriers Paths
2013
 Tsjechisch kampioen tijdrijden, Beloften
Jongerenklassement Ronde van Mazovië
2014
Visegrad 4 Bicycle Race - GP van Tsjechië
 Tsjechisch kampioen tijdrijden, Beloften
2015
 Tsjechisch kampioen tijdrijden, Beloften
2017
1e (ploegentijdrit) en 3e etappe Ronde van Tsjechië
Eindklassement Ronde van Tsjechië
Eind- en puntenklassement Ronde van Zuid-Bohemen
2018
 Tsjechisch kampioen tijdrijden, Elite
 Tsjechisch kampioen op de weg, Elite
4e etappe Ronde van Zuid-Bohemen
2020
 Tsjechisch kampioen tijdrijden, Elite
3e etappe deel b Ronde van Poitou-Charentes
19e etappe Ronde van Italië
2021
 Tsjechisch kampioen tijdrijden, Elite
2022
5e etappe Internationale Wielerweek
Eindklassement Ronde van Slowakije
2023
2e(TTT) etappe Ronde van de Verenigde Arabische Emiraten
Proloog Ronde van Romandië

## Resultaten in voornaamste wedstrijden
| Jaar | Ronde van Italië | Ronde van Frankrijk | Ronde van Spanje |
| ---- | ---------------- | ------------------- | ---------------- |
| 2016 |                  |                     |                  |
| 2017 |                  |                     |                  |
| 2018 |                  |                     |                  |
| 2019 | 115e             |                     |                  |
| 2020 | 86e (1)          |                     |                  |
| 2021 |                  |                     | 142e (laatste)   |
| 2022 |                  |                     |                  |
| 2023 | opgave           |                     |                  |
| 2024 | 141e             |                     |                  |
| 2025 | 132e             |                     |                  |

| Jaar | Milaan-San Remo | Gent-Wevelgem | Ronde van Vlaanderen | Amstel Gold Race | Luik-Bast.‑Luik | Omloop Het Nieuwsblad | Waalse Pijl | Eschborn-Frankfurt |  | WK op de weg |  | Wereldranglijsten |
| ---- | --------------- | ------------- | -------------------- | ---------------- | --------------- | --------------------- | ----------- | ------------------ |  | ------------ |  | ----------------- |
| 2016 |                 | 76e           | 103e                 | opgave           |                 |                       |             |                    |  |              |  |                   |
| 2017 |                 |               |                      |                  |                 |                       |             |                    |  | opgave       |  |                   |
| 2018 |                 |               |                      |                  |                 |                       |             |                    |  | opgave       |  |                   |
| 2019 |                 |               |                      |                  | 88e             |                       | opgave      | 13e                |  | opgave       |  | 503e (UWT)        |
| 2020 |                 |               |                      |                  |                 |                       |             |                    |  | opgave       |  |                   |
| 2021 |                 |               |                      |                  |                 |                       | opgave      |                    |  | opgave       |  |                   |
| 2022 |                 |               |                      |                  |                 | opgave                |             |                    |  |              |  |                   |
| 2023 |                 |               |                      |                  |                 |                       |             |                    |  |              |  |                   |
| 2024 | 143e            | opgave        |                      |                  |                 | 124e                  |             |                    |  |              |  |                   |
| 2025 | 129e            |               |                      |                  |                 |                       |             |                    |  |              |  |                   |

Černý verliet de Ronde van Italië in 2023 na een positieve test op COVID-19.

## Ploegen
- 2012 –  Wibatech-LMGK Ziemia Brzeska
- 2013 –  CCC Polsat Polkowice
- 2014 –  CCC Polsat Polkowice
- 2015 –  CCC Sprandi Polkowice
- 2016 –  CCC Sprandi Polkowice
- 2017 –  Elkov-Author Cycling Team
- 2018 –  Elkov-Author
- 2019 –  CCC Team
- 2020 –  CCC Team
- 2021 –  Deceuninck–Quick-Step
- 2022 –  Quick Step-Alpha Vinyl
- 2023 –  Soudal-Quick Step
- 2024 –  Soudal-Quick Step
- 2025 –  Soudal-Quick Step

Banaszek · Brożyna · Černý · Großschartner · Hirt · Honkisz · Kaczmarek · Kiendyś · Kurek · Latoń · Małecki · Marycz · Matysiak · Michajlov · Mrożek · Owsian · Paluta · de la Parte · Paterski · Pluciński · Ponzi · Rebellin · Samojlaw · Stępniak · Stosz · Szmyd · Taciak
Bárta · Bucháček · Černý · Hačecký · Kaňkovský · Konwa · Kukrle · Otruba · Polnický · Rajchart · Zahálka
Antunes · Barta · Bernas · Bevin · Černý · ten Dam · De Marchi · Geschke · Gradek · Koch · Mareczko · Owsian · de la Parte · Pauwels · Rosskopf · Sajnok · Schär · Van Avermaet  · Van Hoecke · Van Hooydonck · Van Keirsbulck · Ventoso · Wiśniowski · Zoidl
Barta · Bevin · Černý · De la Parte · De Marchi · Geschke · Gradek · Hirt · Koch · Kotsjetkov · Mareczko · Masnada · Małecki · Paluta · Pauwels · Rosskopf · Sajnok · Schär · Trentin · Valter · Van Avermaet  · Van Hoecke · Van Hooydonck · Van Keirsbulck · Ventoso · Wiśniowski · Zakarin · Zimmermann
Alaphilippe  · Almeida · Archbold · Asgreen · Bagioli · Ballerini · Bennett · Cattaneo · Cavagna · Cavendish · Černý · Declercq · Devenyns · Evenepoel · Garrison · Hodeg · Honoré · Jakobsen · Keisse · Knox · Lampaert · Masnada · Mørkøv · Sénéchal · Serry · Steels · Steimle · Štybar · Van Lerberghe · Vansevenant · Osborne (stagiair) · Van Tricht (stagiair)
Alaphilippe  · Asgreen · Bagioli · Ballerini · Cattaneo · Cavagna · Cavendish · Černý · Declercq · Devenyns · Evenepoel  · Honoré · Jakobsen  · Keisse · Knox · Lampaert · Masnada · Mørkøv · Schmid · Sénéchal · Serry · Steels · Steimle · Štybar · Svrček (vanaf 1/7) · Van Lerberghe · Van Tricht · Van Wilder · Vansevenant · Vernon · Vervaeke · Raccani (stagiair)
Alaphilippe · Asgreen · Bagioli · Ballerini · Cattaneo · Cavagna · Černý · Declercq · Devenyns · Evenepoel    · Hirt · Jakobsen  · Knox · Lampaert · Masnada · Merlier · Mørkøv · Pedersen · Schmid · Sénéchal · Serry · Steimle · Svrček · Van Lerberghe · Van Tricht · Van Wilder · Vansevenant · Vernon · Vervaeke
Alaphilippe · Asgreen · Bastiaens · Cattaneo · Černý · Evenepoel      · Gelders · Hirt · Huby · Knox · Lampaert · Lamperti · Landa · Lecerf · Magnier · Masnada · Merlier · Moscon · Pedersen · Reinderink · Serry · Svrček · Van Lerberghe · Van Wilder · Vangheluwe · Vansevenant · Vervaeke · Warlop